# Burning Bridges (песня Pink Floyd)
«Burning Bridges» (с англ. — «Сжигая мосты») — песня группы Pink Floyd с альбома 1972-го года Obscured by Clouds — саундтрека к французскому фильму «Долина» («La Vallée»). Представлена на первой стороне LP третьим по счёту треком. Авторами песни являются Ричард Райт и Роджер Уотерс. Вокальные партии исполняют Дэвид Гилмор и Ричард Райт, Гилмор поёт первый куплет песни, Райт — второй, вместе, Гилмор и Райт, исполняют третий куплет. Чистое звучание гитарного соло «Burning Bridges» не характерно для стиля Гилмора, оно отличается от его работ на всех последующих альбомах «Pink Floyd».
В фильме «Долина» песня «Burning Bridges» звучит в тот момент, когда героиня Вивьен первый раз приезжает к Оливье и заходит в его палатку, где он показывает ей перья райской птицы, перед тем, как Гаэтан расскажет ей о затерянной в облаках долине, и Вивьен в надежде найти перья редких птиц решится примкнуть к экспедиции вглубь Новой Гвинеи в поисках этой неизведанной райской земли. Отражённая в тексте песни тема прощания с прошлым и ожидания перемен, возможно, связана с сюжетом и комментирует чувства героев картины.

## Участники записи
- Дэвид Гилмор — электрогитара, слайд-гитара, ведущий вокал
- Ричард Райт — орган Хаммонда, основной вокал
- Роджер Уотерс — бас-гитара;
- Ник Мейсон — ударные;